# سفارة المملكة المتحدة في بولندا
سفارة المملكة المتحدة في بولندا هي أرفع تمثيل دبلوماسي لدولة المملكة المتحدة لدى بولندا. تقع السفارة في وارسو وهي تهدف لتعزيز المصالح البريطانية في بولندا.

## وصلات خارجية
- الموقع الرسمي
- قائمة سفارات المملكة المتحدة
- قائمة السفارات في بولندا